# Alcántara
Pour les articles homonymes, voir Alcantara.
Alcántara (en arabe el-Kantara, c’est-à-dire le Pont) est une commune d'Espagne, dans la province de Cáceres, en Estrémadure, située sur la rive gauche du Tage.

## Histoire
Le nom de la ville tire son origine d'une tablette en bronze décrivant la reddition en 104 av. J.-C. de la ville et de son castro dont l'occupation remonte au IVe siècle av. J.-C..

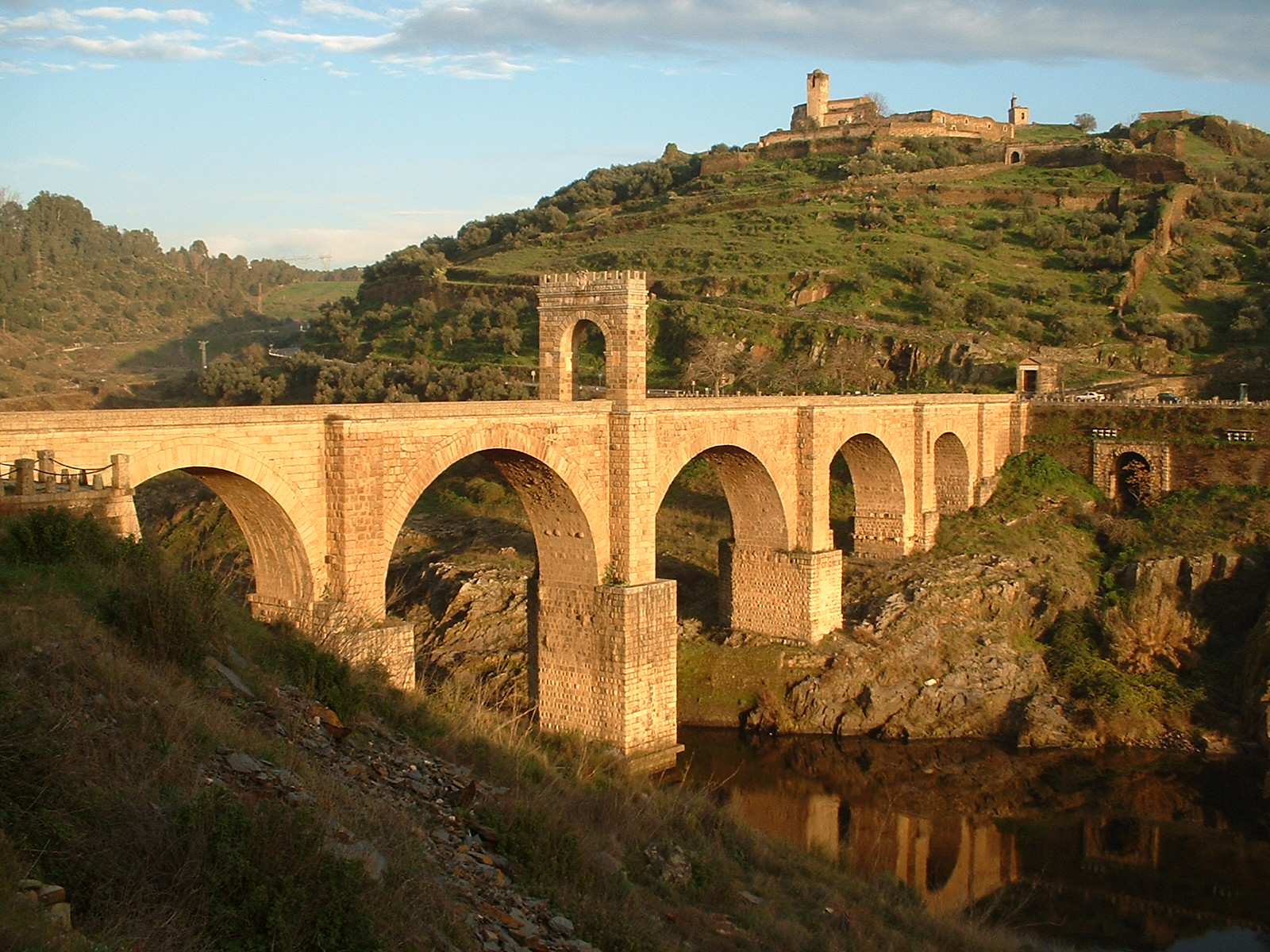
Le pont romain d'Alcántara.

Les Arabes fondèrent cette ville sur les ruines de l'ancienne ville romaine, nommée dans l'Antiquité Norba Cæsarea ou Interamnium. Elle est connue pour son pont romain à six arches symétriques, le pont d'Alcántara, bâti en l'honneur de Trajan par C. Iulius Lacer, ainsi que le rappelle une inscription. Ce pont permettait à la voie romaine de Norba à Conimbriga de franchir le Tage.
C'est sur le territoire de la cité romaine que l'on a trouvé l'inscription latine dite Table d'Alcantara.
Le roi Alphonse IX de León prit cette ville sur les Maures en 1214 et en fit le chef-lieu de l'ordre d'Alcántara. Un traité y fut conclu entre la Castille et le Portugal en 1479.
Saint Pierre d'Alcántara, réformateur des Franciscains, y naquit en 1499.
La ville est le siège de la bataille d'Alcántara, qui opposa les Espagnols aux Portugais en 1580.

## Administration

### Maires de Alcántara
| Mandat    | Maire | Maire                     | Parti   |
| --------- | ----- | ------------------------- | ------- |
| 1979-1995 |       | Julián Maestre Bustamante | UCD     |
| 1983-1995 |       | Ignacio Esteban García    | PSOE    |
| 1995-1999 |       | Lorenzo Burgos Bernáldez  | PP      |
| 1999-2003 |       | Manuel Magro              | PP      |
| 2003-2005 |       | Pablo Herrero             | EU      |
| 2005-2007 |       | Luis Mario Muñoz Nieto    | PP      |
| 2007-2009 |       | Fernando Moreno           | IU-SIEX |
| 2009-     |       | Luis Mario Muñoz Nieto    | PP      |

## Monuments
- Pont d'Alcántara
- Table d'Alcantara
- Barrage d'Alcántara